# Ellen Hofmann
Ellen Hofmann (* 1968 in Berlin) ist eine deutsche Kostümbildnerin.

## Werdegang
Ellen Hofmann studierte Mode-und Theaterdesign in Berlin und London. Nach dem Studium war sie von 1993 bis 1996 Kostümassistentin an der Volksbühne Berlin. Im Anschluss folgte ein zweijähriger Aufenthalt in New York, wo sie Kostüm- und Videomitarbeiterin bei der Wooster Group war. Nach der Rückkehr nach Deutschland 1998 war Hofmann bis 2004 Kostümdirektion an der Volksbühne Berlin. Seitdem arbeitet sie als freischaffende Kostümbildnerin.

## Werke (Auswahl)
- 2001: Operation Solaris, Volksbühne Berlin & Staatsbank Französische Straße, Regie: Penelope Wehrli[2]
- 2009: Tosca, nach Victorien Sardou und Giacomo Puccini, Volksbühne Berlin, Regie: Sebastian Baumgarten[3]
- 2010: Der Mann ohne Vergangenheit, von Aki Kaurismäki, Deutsches Theater Berlin, Regie: Dimiter Gotscheff[4]
- 2011: Immer noch Sturm, von Peter Handke, Salzburger Festspiele & Thalia Theater Hamburg, Regie: Dimiter Gotscheff[5]
- 2011: Carmen, von Georges Bizet, Komische Oper Berlin, Regie: Sebastian Baumgarten[6]
- 2012: Hamlet, von William Shakespeare, Staatsschauspiel Dresden, Regie: Roger Vontobel[7]
- 2019: Vor Sonnenaufgang, von Ewald Palmetshofer nach Gerhart Hauptmann, Schauspiel Frankfurt, Regie: Roger Vontobel[8]
- 2019: Geschlossene Gesellschaft, von Jean-Paul Sartre, Schauspiel Frankfurt, Regie: Johanna Wehner[9]